# 火星の太陽面通過 (天王星)
天王星における火星の太陽面通過（かせいのたいようめんつうか）とは、天王星と太陽のちょうど間に火星が入り、太陽面を通過する天文現象である。

## 概要
天王星における火星の太陽面通過は、紀元前125000年から125000年の25万年間で7818回ある。前回は2018年12月13日、次回は2059年6月26日に発生する。
火星の太陽面通過は約40年と約2年の周期がある。これらは特定の繰り返しがあるわけではなく、例えば1934年から2103年までは約40年と約2年が交互に繰り返すが、2103年の次は約2年後の2105年であり、その次は約40年の間隔が2回連続である。長い時間で見ればこの周期は少しずつ変化しており、例えば約2年の周期は段々と少なくなっていく。30495年7月23日と30497年6月23日の後は、86894年4月17日と86896年3月16日までの約5万6000年間約2年の周期が無くなり、代わりに約83年や約127年といった周期が表れてくる。

## 太陽面通過の起こる日
日付は最大食の日付(UTC)。
| 年月日         | 最大食 |
| -------------- | ------ |
| 1892年2月8日   | 00:00  |
| 1934年4月20日  | 09:35  |
| 1936年3月20日  | 10:33  |
| 1974年10月30日 | 10:33  |
| 1976年10月4日  | 23:45  |
| 2018年12月13日 | 20:09  |
| 2020年11月12日 | 23:16  |
| 2059年6月26日  | 16:48  |
| 2061年6月1日   | 02:09  |
| 2101年9月8日   | 13:11  |

## 同時太陽面通過
火星の太陽面通過と水星の太陽面通過が同時に起こることはあるが極めて稀である。前回は紀元前2011年3月21日、次回は89830年4月18日である。